# Temple mormon d'Edmonton
Le temple mormon d’Edmonton est un temple de l’Église de Jésus-Christ des saints des derniers jours situé à Edmonton, dans la province de l’Alberta, au Canada. Il a été inauguré le 11 décembre 1999.